# Remetea Oașului, Satu Mare
Remetea Oașului (maghiară Kőszegremete) este un sat în comuna Orașu Nou din județul Satu Mare, Transilvania, România.

 Acest articol despre o localitate din județul Satu Mare este deocamdată un ciot. Puteți ajuta Wikipedia prin completarea lui.